# مامنتشيصور

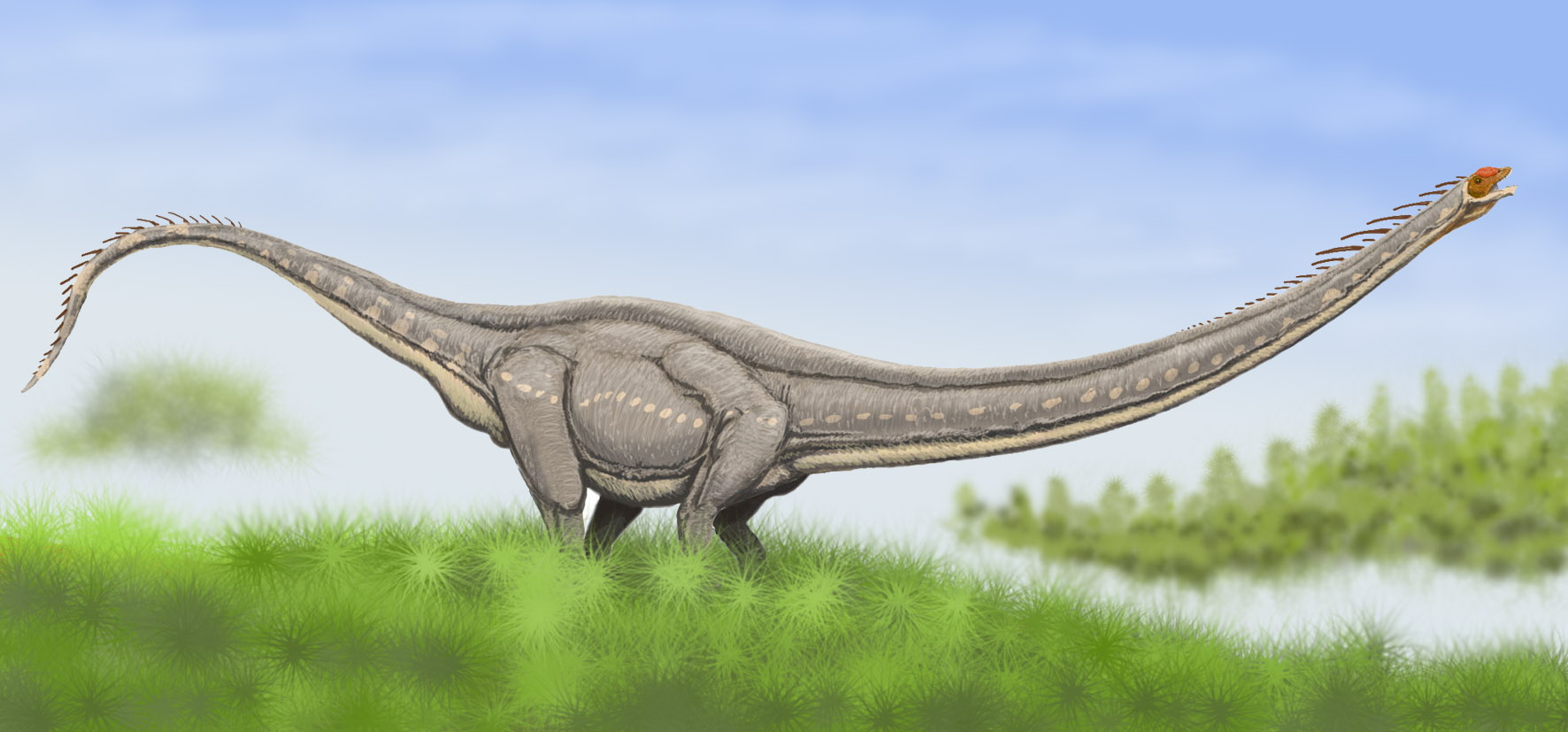
إنطباع فنان عن M. hochuanensis

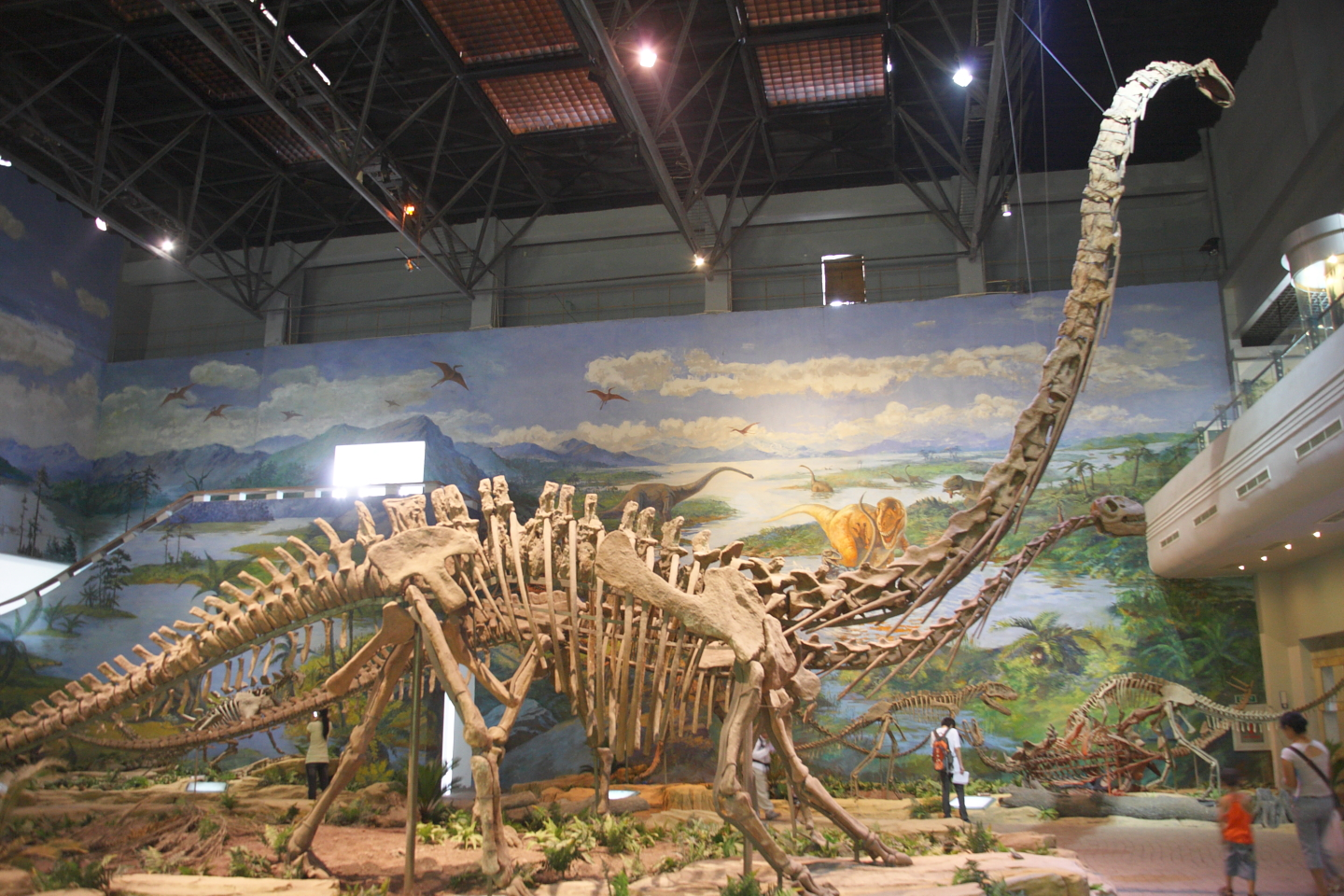
هيكل عظمي لـ M. youngi في Zigong Museum

المامنتشيصورس (Mamenchisaurus) هو جنس من ديناصورات الصوروبودا يتضمن عدة أنواع، معروف برقبته الطويلة بشكل ملحوظ والتي تمثل نصف طول الجسم، وهو معروف من أنواع عديدة والتي امتدت من 160 إلى 145 مليون سنة مضت، من مرحلة الأكسفوردي إلى مرحلة التيتوني خلال عصر الجوراسي المتأخر في الصين، أكبر نوع وصل طوله إلى 35 مترًا.

## وصلات خارجية
- Dinosaur.net.cn (in Chinese and English)
- Mamenchisaurus at DinoData